# 鲁桂成
鲁桂成（1951年9月—），湖北仙桃人，中华人民共和国外交官，曾任中华人民共和国驻土库曼斯坦特命全权大使、中华人民共和国驻白俄罗斯共和国特命全权大使和中华人民共和国外交部档案馆馆长。

## 生平
1975年，毕业于北京外国语学院俄语系，进入中华人民共和国外交部工作，先后在外交部中苏边界谈判办公室、驻苏联大使馆、外交部苏联东欧司、驻列宁格勒总领事馆、驻塔吉克斯坦大使馆、外交部欧亚司任职。1996年，任驻乌兹别克斯坦大使馆参赞。2000年，任外交部欧亚司参赞。2003年9月，出任中华人民共和国驻土库曼斯坦大使。2008年11月，出任中华人民共和国驻白俄罗斯大使。2012年，任外交部档案馆馆长。2017年，卸任档案馆馆长一职。